# Blauwgrond
Blauwgrond est un ressort du Suriname, situé dans le district de Paramaribo, au nord de la capitale, Paramaribo. Sa population lors du recensement de 2012 est de 31 483 habitants. Un village javanais est à l'origine de Blauwgrond. Au cours des années 1960 et 1970, des projets de construction à grande échelle transforment le village en un quartier de Paramaribo.  
Blauwgrond est principalement connu comme le centre culinaire javanais avec de nombreux warungs et restaurants, qui servent du saoto, du satay, du bakabana, du riz frit et des nouilles. Le ressort se nomme Blauwgrond (en français : Terre Bleue), en raison de la couleur bleuâtre de la terre à cet endroit ; une autre explication possiblement plus plausible est la présence historique d'une plantation d'indigotier dans le secteur. 
Leonsberg est une ancienne plantation de café et de cacao dans la partie nord de Blauwgrond, fondée en 1819, il s'y trouve une jetée ainsi qu'un traversier à partir duquel il est possible de se rendre à Nieuw-Amsterdam.